# Волчно-Бурлінська сільська рада
Во́лчно-Бурлі́нська сільська рада (рос. Волчно-Бурлинский сельский совет) — сільське поселення у складі Крутіхинського району Алтайського краю Росії.
Адміністративний центр — село Волчно-Бурлінське.

## Населення
Населення — 1231 особа (2019; 1379 в 2010, 1792 у 2002).

## Склад
До складу сільської ради входять:
| Населений пункт         | Населення, осіб (2002) | Населення, осіб (2010) |
| ----------------------- | ---------------------- | ---------------------- |
| Волчно-Бурлінське, село | 1681                   | 1340                   |
| Московський, селище     | 111                    | 39                     |